# Шиллинг, Август
Август, риттер Шиллинг фон Генрихау (нем. August Ritter Schilling von Henrichau; 24 мая 1815, Вена — 22 июля 1886, Баден) — австрийский писатель и поэт.
Уже в пятнадцатилетнем возрасте поступил в Венский университет изучать философию. В 1843 году получил степень доктора философии в университете Йены, а в 1846 году — такую же степень в университете Кракова. По роду занятий был государственным служащим.
Кроме ценной «Geschichte des Johanniterordens» (1846), написал: «Sinngedichte und poetische Kleinigkeiten», «Faunenkränze», «Reifperlen», «Lieder und Balladen», «Wiener Skizzen», «Satirische Anklänge», «Dramatische Contureu», «Spaziergänge eines Wiener Humoristen», «Neue Liederflur», «Humoristische Wiener Lichtbilder», «Guckkästner Grebeke», «Vogelperspektive eines Wanderlustigen», «Grossmutterchens neuestes Märchenbuch», «Feldsträusschen», «Malwina», «Lager-Lieder», «Romant.-lyrische Dichtungen», «Verwehte Blüten», «Soldaten-Album im Krieg und Frieden», «Auf und davon» (1871).